# Kunzea pomifera
Muntries (Kunzea pomifera) – también conocidas como manzanas emúes, arándanos australianos ("native cranberries"), "munthari", "muntaberry" o "monterry" - son plantas que se encuentran a lo largo de la costa sur de Australia.  Las bayas producidas por esas plantas miden aproximadamente un 1 cm de diámetro, verdes con un tono rojo en la madurez y su sabor es parecido al de la manzana.

## Cultivo
Kunzea pomifera fue plantada en Inglaterra en 1889. Fue una de las primeras plantas australianas en ser cultivadas en Inglaterra.

### Emparrado
Mientras los muntries son vegetación baja en la naturaleza, los agricultores comerciales se las han arreglado para emparrar las plantas. Los muntries emparrados permiten un acceso más cómodo para su cosecha y manejo. También hacen posible un uso más eficiente del espacio de la huerta.
Las plantas de muntries pueden ser domesticadas muy fácilmente al enredarlas a lo largo de los alambres del emparrado

### Requerimientos de suelo
Los muntries tienen la tendencia a preferir suelos bien drenados con un pH de moderadamente ácido a fuertemente alcalino (6.0 - 8.0).

### Requerimientos de agua
Los niveles de precipitación natural en las poblaciones silvestres varían de 500 a 800 mm anuales. Para su cultivo se sugiere evitar el riego excesivo y los suelos extremadamente secos. Una moderada restricción de agua a principios de la primavera al estimular la floración y reducir el crecimiento de las plantas competidoras.
Existen evidencias de que el sobrerriego de los muntries puede resultar en la pérdida de sabor de sus bayas.